# Johann Carl Moll
Johann Carl Moll (* 9. März 1748 in Blankenburg; † 21. Mai 1831 in Braunschweig) war ein deutscher Mathematiker und Präsident des Kriegskollegiums sowie Stadtkommandant der Garnison Braunschweig. Moll, dessen Vater als Koch am Hofe Herzog Carls I. beschäftigt war, besuchte Schulen in Blankenburg im Harz und in Braunschweig. Anschließend erhielt er eine militärische Ausbildung.

## Militärische Laufbahn
Im Jahr 1764 wurde er Kondukteur in der Artillerieabteilung des Herzoglich Braunschweigischen Ingenieurkorps. Hier erteilte er bereits Privatstunden im Bereich der Mathematik. 1771 wurde er zum Leutnant des Ingenieurkorps ernannt, 1785 Hauptmann der Artillerie und 1801 Major. Während der Zeit der französischen Besatzung hatte sich Moll pensionieren lassen, nahm jedoch im Jahr 1813 als Obristleutnant den aktiven Militärdienst wieder auf. 1814 wurde er Präsident des Kriegskollegiums und Direktor des Zeughauses. Im Mai desselben Jahres wurde er zum Obristen befördert, 1815 zum Generalmajor. In den Jahren 1821 bis 1830 hatte Moll die Kommandantur über die Stadt Braunschweig, 1828 wurde er zum Generalleutnant ernannt und 1829 wirkte er zudem als Militärgouverneur und erhielt den Titel „Excellenz“ verliehen.

## Lehrtätigkeit
Moll betätigte sich, nach einem kurzen Aufenthalt als Hofmeister in Frankreich seit dem Jahr 1767 als Lehrer der Mathematik am Collegium Carolinum. Er war zudem als Privatlehrer der braunschweigischen Prinzen August und Friedrich Wilhelm tätig. Des Weiteren begleitete er einen russischen Grafen auf seinen Reisen durch Europa und im Jahr 1787 gemeinsam mit dem Bibliothekar Ernst Theodor Langer den Prinzen Friedrich Wilhelm auf einer Reise nach Lausanne, um dort militärische Studien zu betreiben. In den Jahren 1774 bis 1808 unterrichtete Moll am Carolinum neben Mathematik auch die Fächer Feldmessung und Kriegsbaukunst. Im Jahr 1808 legte er sein Lehramt am Carolinum nieder, als dieses in eine Militärakademie des Königreichs Westphalen umgewandelt wurde. Von da an betätigte er sich nur noch als Privatlehrer.